# 石谷清重
石谷 清重（いしがや きよしげ、生没年不詳）は、戦国時代から江戸時代前期にかけての武将。石谷政清の五男。兄に入澤行重、呑説、政信、清定、姉に桑原與三右衛門室、弟妹に乗松彌次右衛門室、小野田小一郎（井伊掃部頭家臣）室、桑原政重。

## 概略
『士林泝洄』に拠れば、徳川秀忠に仕えて関ヶ原の戦いに従軍し、元和9年1月11日（1623年）に死没したとされる。また『袖師町誌』に拠れば、縁があって海野又大夫を称して書院番となったが、病を得て駿河国足久保に退去したと伝えられる。子孫は尾張徳川家に仕えた。

## 略系図
・石谷政清－又太夫清重－弥兵衛清春（駿河国足久保村浪人）－又太夫清宣（島原の乱において同族の石谷貞清の軍に属す。尾張藩主徳川光友に召出され、附家老成瀬隼人正の同心となり200石を賜る。）（『士林泝洄』・『藩士名寄』）
・石谷政清－清重(海野又大夫)－清春－弥兵衛清勝（正徳六年二月八日没、禅得現清信士）－清升（旗本朽木周防守の家臣として百石を得るが病を得て駿河国に退去）（『袖師町誌』）